# Yolene Raffin
Yolene Raffin (sinh ngày 14 tháng 8 năm 1981) là một tay đua người Mauritius. Cô đã tham gia cuộc thi đi bộ 20 km nữ tại Thế vận hội Mùa hè 2004.